# Macrobracon successor
Macrobracon successor är en stekelart som först beskrevs av Schulz 1906.  Macrobracon successor ingår i släktet Macrobracon och familjen bracksteklar. Inga underarter finns listade i Catalogue of Life.